# 特爾日奇比斯特里察河

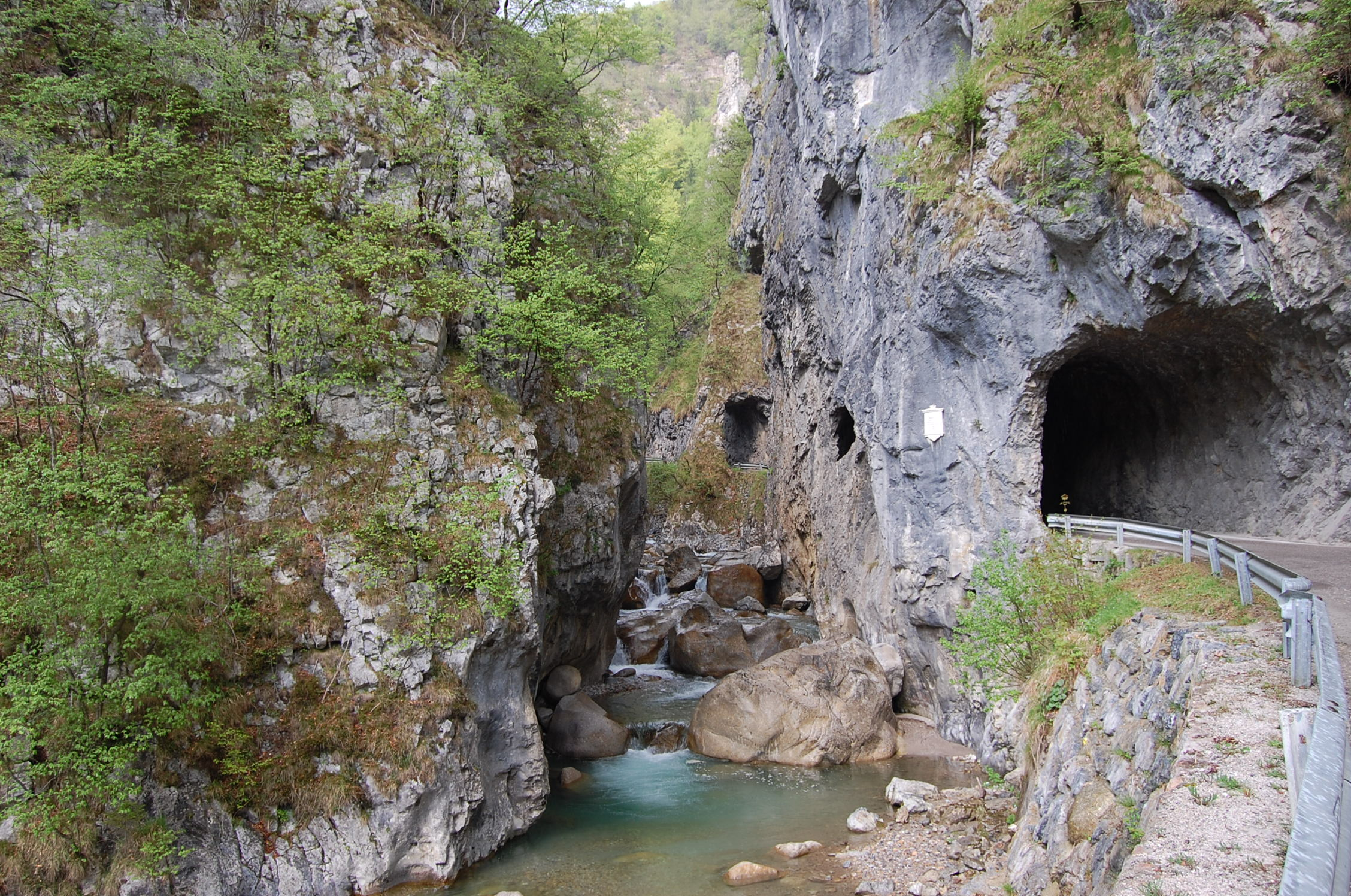

46°17′N 14°16′E / 46.283°N 14.267°E
特爾日奇比斯特里察河，是斯洛文尼亞的河流，位於該國西北部，屬於薩瓦河的左支流，河道全長27公里，流域面積146平方公里，河口處在波德布雷茲耶附近。